# Capriccio (Strauss)
Capriccio è l'ultima opera del compositore tedesco Richard Strauss; apparve con la denominazione conversazione per musica (Ein Konversationstuck). La prima rappresentazione ebbe luogo al Nationaltheater di Monaco il 28 ottobre 1942. Il libretto fu scritto da Clemens Krauss e dallo stesso Strauss. L'idea originale, comunque, era stata di Stefan Zweig negli anni 1930, e venne ulteriormente elaborata da Joseph Gregor parecchi anni dopo. Il libretto fu poi rilevato da Strauss, che scelse come collaboratore Krauss, a cui si deve in gran parte la versione finale.

## Interpreti della prima rappresentazione
Gli interpreti della prima rappresentazione furono:

Direttore: Clemens Krauss

La Contessa: Viorica Ursuleac

Clairon: Hildegard Ranczak

Flamand: Horst Taubmann

Olivier: Hans Hotter

Il Conte: Walter Höfermeyer

La Roche: Georg Hann

Monsieur Taupe: Karl Seydel

Una cantante italiana: Irma Beilke

Un tenore italiano: Franz Klarwein

Il maggiordomo: Georg Wieter

## Trama
Il tema dell'opera può essere sintetizzato così: "cos'è più importante: la poesia o la musica?". Questa domanda prende vita nella storia di una Contessa combattuta tra due pretendenti: il poeta Olivier e il compositore Flamand.
La scena è un castello nei pressi di Parigi, al tempo in cui Gluck iniziò la sua riforma dell'opera. Circa il 1775.
Al castello della Contessa Madeleine, si sta svolgendo la prova di un sestetto per archi di Flamand, di nuova composizione. Olivier e Flamand discutono sui meriti della musica e dei versi. L'impresario La Roche, appisolato, si ridesta, e dice ai due che gli impresari sono necessari per portare in vita i loro lavori. Olivier ha scritto un nuovo dramma per celebrare, il giorno seguente, il compleanno della Contessa. Tutti si avviano alle prove.
La Contessa e suo fratello, il Conte, discutono dei rispettivi corteggiatori. Il Conte prende in giro la sorella, paragonando l'amore di lei per la musica alle attenzioni rivoltele da Flamand, mentre la Contessa ribatte che la passione del fratello per la poesia non è estranea all'attrazione che lui prova per l'attrice Clairon. Il Conte è maggiormente incline agli amori brevi, mentre la Contessa è in cerca dell'amore eterno, e non sa scegliere tra Flamand e Olivier. Giunge Clairon, e insieme al Conte legge una scena dal dramma di Olivier, che culmina in un sonetto d'amore. Poi Clairon e il Conte partono per le prove in teatro.
Olivier dice alla Contessa che il sonetto lo ha pensato per lei. Flamand, però, lo ha messo in musica e lo canta, facendo inorridire Olivier per come è stato "snaturato" il suo testo. Viene chiesto a Olivier di apportare tagli al suo dramma. Flamand dichiara il proprio amore per la Contessa. Ella gli chiede di incontrarsi, il mattino seguente alle undici, nella biblioteca, dove gli renderà nota la sua scelta. Viene servita della cioccolata, e gli ospiti sono intrattenuti da cantanti e ballerini. La Roche descrive il ricevimento di compleanno, diviso in due parti: "I natali di Pallade Atena" saranno seguiti da "La fine di Cartagine". Gli invitati lo canzonano, ma La Roche ribadisce la sua fede nel teatro. Dopo che La Roche ha sfidato Flamand e Olivier a creare nuovi capolavori, la Contessa decide che tutti debbano collaborare alla realizzazione di un'opera. Il Conte propone il soggetto: gli stessi eventi appena vissuti.
Tutti partono. Nella scena finale, al chiaro di luna, la Contessa apprende dal maggiordomo che l'indomani Olivier ha intenzione di venire in biblioteca, alla stessa ora in cui già è atteso Flamand (Morgen mittag um elf!), per salutarla e sapere quale decisione ha preso. Irrimediabilmente incerta, la Contessa celebra nel suo canto l'inseparabilità di parole e musica, e, con appassionata insistenza, chiede lumi per la decisione alla sua stessa immagine riflessa in uno specchio. Il maggiordomo annuncia che «Das Souper ist serviert». La Contessa, sontuosamente vestita, esce per recarsi a cena da sola.

## Organico orchestrale
3 flauti (il 3º anche ottavino), 2 oboi, 1 corno inglese, 3 clarinetti, 1 corno di bassetto, 1 clarinetto basso, 3 fagotti (il 3º anche controfagotto) – 4 corni, 2 trombe, 3 tromboni – timpani, percussioni (piatti, grancassa) – 2 arpe – 1 clavicembalo – archi: 16 violini primi, 16 violini secondi, 10 viole, 10 violoncelli, 6 contrabbassi.
In scena: 1 violino solista, 1 violoncello solista, 1 clavicembalo; dietro la quinte: sestetto d'archi.

## Discografia
| Anno    | Cast: Contessa, Conte, Flamand, Olivier, La Roche, Clairon                                                     | Direttore, Teatro e Orchestra                                                                                                   | Etichetta                                                                             |
| ------- | --- | --- | ------------------------------------------------------------------------------------- |
| 1957-58 | Elisabeth Schwarzkopf, Eberhard Wächter, Nicolai Gedda, Dietrich Fischer-Dieskau, Hans Hotter, Christa Ludwig, | Wolfgang Sawallisch, Philharmonia Orchestra                                                                                     | Audio CD: EMI Great Recordings of the Century                                         |
| 1960    | Elisabeth Schwarzkopf, Hermann Uhde, Anton Dermota, Walter Berry, Paul Schöffler, Christel Goltz               | Karl Böhm, Opera di Stato di Vienna (Registrazione di una rappresentazione all'Opera di Stato di Vienna, 15 maggio)             | Audio CD: Omega Opera Archive Cat: 1566 (& 1113 & 3398)                               |
| 1964    | Lisa Della Casa, Robert Kerns, Waldemar Kmentt, Walter Berry, Otto Wiener, Christa Ludwig                      | Georges Prêtre, Opera di Stato di Vienna (Registrazione di una rappresentazione all'Opera di Stato di Vienna, marzo)            | Audio CD: Omega Opera Archive Cat: 1540 (& 1308) Orfeo Cat: C 734082                  |
| 1971    | Gundula Janowitz, Dietrich Fischer-Dieskau, Peter Schreier, Hermann Prey, Karl Ridderbusch, Tatiana Troyanos   | Karl Böhm, Sinfonieorchester des Bayerischen Rundfunks                                                                          | Audio CD: DG Cat: 445 347-2 and 445 491-2                                             |
| 1983    | Gundula Janowitz, Hans Helm, Peter Schreier, Gottfried Hornik, Theo Adam, Christa Ludwig                       | Heinrich Hollreiser, Opera di Stato di Vienna (Registrazione di una rappresentazione all'Opera di Stato di Vienna, 2 maggio)    | Compact Cassette: Cat: Lyric Distribution ALD 2076                                    |
| 1993    | Kiri Te Kanawa, Håkan Hagegård, David Kuebler, Simon Keenlyside, Victor Braun, Tatiana Troyanos                | Donald Runnicles, San Francisco Opera (Registrazione di una rappresentazione al War Memorial Opera House il 20, 25 e 28 giugno) | DVD (Region 1): Kultur Video Cat: D2900 DVD (Regions 2, 5): ArtHaus Musik Cat:100 354 |
| 1994    | Kiri Te Kanawa, Håkan Hagegård, Uwe Heilmann, Olaf Bär, Victor von Halem, Brigitte Fassbaender                 | Ulf Schirmer, Wiener Philharmoniker                                                                                             | Audio CD: Cat: Decca (London) Cat: 444 405-2                                          |
| 2004    | Renée Fleming, Dietrich Henschel, Rainer Trost, Gerald Finley, Franz Hawlata, Anne Sofie von Otter             | Ulf Schirmer, Opéra National de Paris (Registrazione di una rappresentazione al Palais Garnier, luglio)                         | DVD: Cat: TDK DVWW Cat: OPCAPR                                                        |
| 2011    | Renée Fleming, Russell Braun, Joseph Kaiser, Morten Frank Larsen, Barry Banks, Sarah Connolly                  | Andrew Davis, Metropolitan Opera Orch.                                                                                          | DVD: Cat: Decca                                                                       |